# Championnats d'Autriche de course en montagne
Les championnats d'Autriche de course en montagne sont organisés tous les ans par la Fédération autrichienne d'athlétisme et désignent les champions d'Autriche de la catégorie.
Les athlètes étrangers résidents en Autriche depuis au moins deux ans sont éligibles aux championnats. Le Suisse David Schneider a été titré en 2013 et le Kényan Isaac Toroitich Kosgei en 2018.
Des courses célèbres ont accueilli les championnats, comme la course de montagne du Kitzbüheler Horn en 1984 et 1990 ou encore la course de Schlickeralm en 2018.

## Palmarès
| Édition | Date | Ville                        | Gagnant                | Gagnante             |
| ------- | ---- | ---------------------------- | ---------------------- | -------------------- |
| 1re     | 1984 | Kitzbühel                    | Erich Amann            | Monika Frisch        |
| 2e      | 1985 | Graden                       | Helmut Stuhlpfarrer    | Andrea Zirknitzer    |
| 3e      | 1986 | Nüziders                     | Helmut Stuhlpfarrer    | Andrea Zirknitzer    |
| 4e      | 1987 | Salzbourg                    | Peter Schatz           | Anni Oberhofer       |
| 5e      | 1988 | Linz                         | Helmut Schmuck         | Anni Oberhofer       |
| 6e      | 1989 | Sankt Marein bei Wolfsberg   | Florian Stern          | Elisabeth Singer     |
| 7e      | 1990 | Kitzbühel                    | Helmut Stuhlpfarrer    | Verena Lechner       |
| 8e      | 1991 | Bruck an der Mur / Graz      | Helmut Schmuck         | Carina Weber-Leutner |
| 9e      | 1992 | Nenzing                      | Karl Zisser            | Sabine Stelzmüller   |
| 10e     | 1993 | Puchenstuben                 | Helmut Schmuck         | Elisabeth Rust       |
| 11e     | 1994 | Obertauern                   | Helmut Schmuck         | Elisabeth Rust       |
| 12e     | 1995 | Hinterstoder                 | Helmut Schmuck         | Gudrun Pflüger       |
| 13e     | 1996 | Vienne                       | Helmut Schmuck         | Gudrun Pflüger       |
| 14e     | 1997 | Bad Kleinkirchheim           | Peter Schatz           | Karoline Käfer       |
| 15e     | 1998 | Kitzbühel                    | Helmut Schmuck         | Franziska Krösbacher |
| 16e     | 1999 | Bad Kleinkirchheim           | Helmut Schmuck         | Karoline Käfer       |
| 17e     | 2000 | Saalbach                     | Helmut Schmuck         | Elisabeth Rust       |
| 18e     | 2001 | Obdach                       | Alexander Rieder       | Elisabeth Rust       |
| 19e     | 2002 | Ferleiten                    | Alois Redl             | Andrea Mayr          |
| 20e     | 2003 | Itter                        | Helmut Schmuck         | Andrea Mayr          |
| 21e     | 2004 | Bludenz                      | Helmut Schmuck         | Petra Summer         |
| 22e     | 2005 | Ebensee                      | Florian Heinzle        | Sandra Baumann       |
| 23e     | 2006 | Rennweg am Katschberg        | Alexander Rieder       | Andrea Mayr          |
| 24e     | 2007 | Göstling                     | Markus Kröll           | Petra Summer         |
| 25e     | 2008 | Rettenegg                    | Markus Kröll           | Carina Lilge-Leutner |
| 26e     | 2009 | Kitzbühel                    | Bernd Weberhofer       | Andrea Mayr          |
| 27e     | 2010 | Leogang                      | Alexander Rieder       | Margit Egelseder     |
| 28e     | 2011 | Riezlern                     | Alexander Rieder       | Sandra Baumann       |
| 29e     | 2012 | Sankt Margareten im Rosental | Markus Hohenwarter     | Andrea Mayr          |
| 30e     | 2013 | Itter                        | David Schneider        | Andrea Mayr          |
| 31e     | 2014 | Gaal                         | Stefan Paternoster     | Andrea Mayr          |
| 32e     | 2015 | Rauris                       | Markus Hohenwarter     | Andrea Mayr          |
| 33e     | 2016 | Schladming                   | Manuel Innerhofer      | Andrea Mayr          |
| 34e     | 2017 | Bludenz                      | Manuel Innerhofer      | Andrea Mayr          |
| 35e     | 2018 | Telfes                       | Isaac Toroitich Kosgei | Andrea Mayr          |
| 36e     | 2019 | Graden bei Köflach           | Manuel Innerhofer      | Andrea Mayr          |
| 37e     | 2020 | Sankt Johann im Pongau       | Manuel Innerhofer      | Andrea Mayr          |
| 38e     | 2021 | Itter                        | Manuel Innerhofer      | Andrea Mayr          |
| 39e     | 2022 | Gobernitz                    | Manuel Innerhofer      | Andrea Mayr          |
| 40e     | 2023 | Itter                        | Hans-Peter Innerhofer  | Andrea Mayr          |
| 41e     | 2024 | Bad Ischl                    | Christof Hochenwarter  | Andrea Mayr          |
| 42e     | 2025 | Innsbruck                    | Hans-Peter Innerhofer  | Andrea Mayr          |